# Collège des bourgmestre et échevins (Luxembourg)
Ne doit pas être confondu avec Collège communal ou Conseil communal (Luxembourg).
Au Grand-Duché de Luxembourg, le collège des bourgmestre et échevins est l'organe exécutif d'une commune.

## Fonctionnement
Le collège des bourgmestre et échevins se compose d'un bourgmestre et d'au moins deux échevins. Le nombre d'échevins peut être fixé, par arrêté grand-ducal, à trois dans les communes de 10 000 à 19 999 habitants et à quatre dans les communes de 20 000 habitants et plus, sauf que le nombre des échevins de la Ville de Luxembourg peut être de six.
La formation, les attributions et les devoirs du collège des bourgmestre et échevins sont régis par la loi communale du 13 décembre 1988. En tant qu'organe exécutif, le collège gère les finances, met en œuvre les lois et règlements de l'État ainsi que les décisions du conseil communal, coordonne les activités et les services et convoque le conseil communal.